# Bitva o Caen
Bitva o Caen byla bitva mezi spojenci a nacistickým Německem během bitvy o Normandii. Caen mělo být podle plánu obsazeno pár dní po vylodění spojeneckých vojsk. Němci však měli ve městě, oproti očekávání, silné tankové a pěší jednotky pod velením polního maršála Erwina Rommela. Podcenění síly nepřítele a fanatický odpor německých sil a Waffen-SS měly za následek dva měsíce krvavých bojů a zničení velké části města. Poté, co britská a kanadská vojska uvízla u Caen, se dostaly boje na západní frontě do patové situace. Spojencům se podařilo prolomit německé linie až ke konci srpna.

## Průběh

### První boje o město
Caen bylo jedním z nejdůležitějších cílů počáteční fáze Operace Overlord. Město bylo největším sídlem v oblasti vylodění, leželo na řece Orne a Caenském kanálu, poblíž něj se nacházelo letiště a bylo velkým silničním a železničním uzlem. Krajina kolem něj je navíc velmi rovinatá, na rozdíl od krajiny „živých plotů“ označované jako bocage. Z tohoto důvodu Spojenci naplánovali jeho obsazení již jako součást operace Neptune, jak bylo označováno vylodění na normandských plážích Dne D. Avšak britská 3. pěší divize, která se úspěšně vylodila na pláži Sword, již nedokázala v den vylodění město obsadit. Na půl cesty mezi pláží a městem byla zastavena protiútoky německé 21. tankové divize.

### Operace Perch

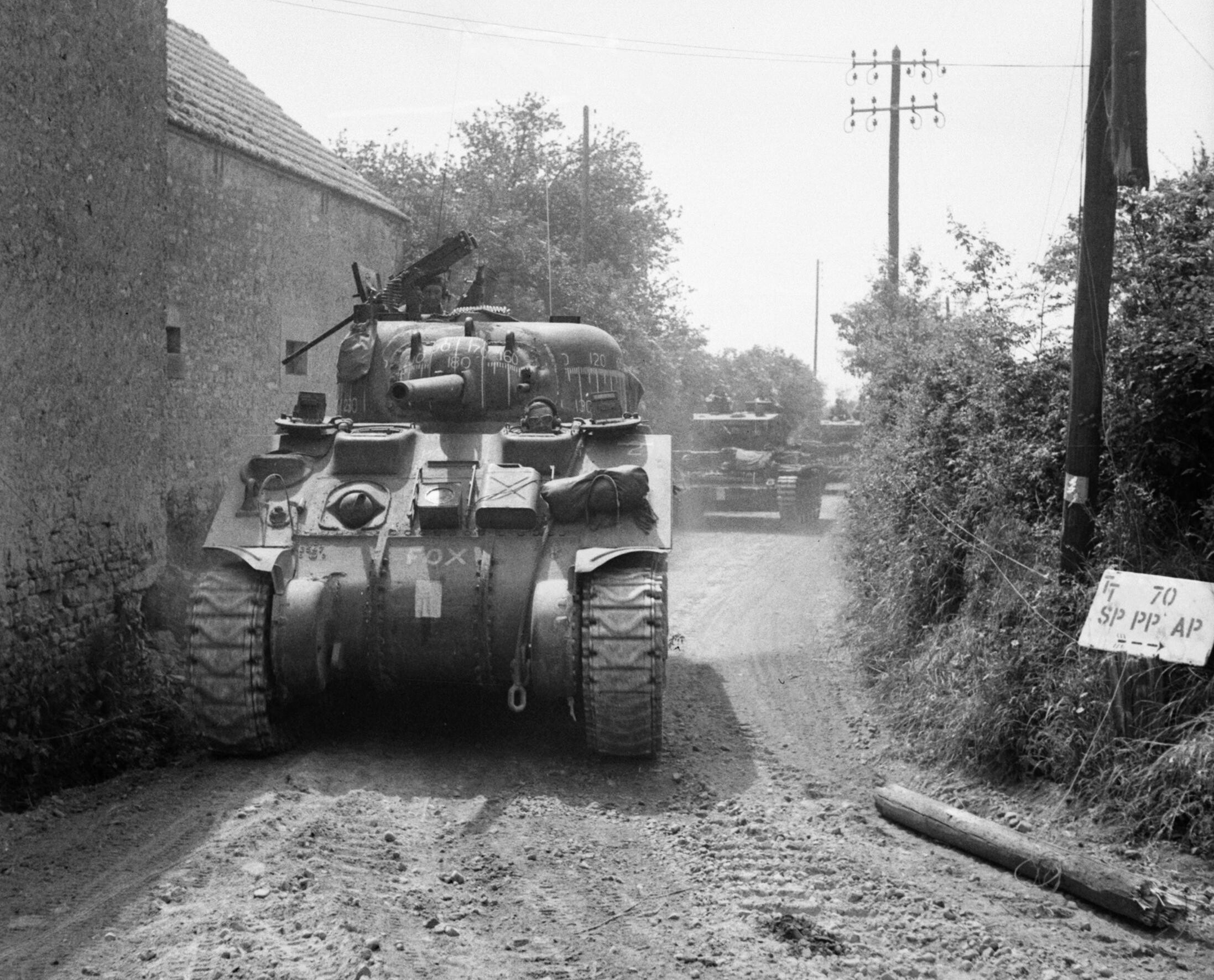
Britské tanky na cestě do Tilly-sur-Seulles

Operace Perch, která měla spočívat v úderu z dobytého Caen na jihovýchod, nyní měla přinést dobytí města. Původně se počítalo s tím, že 50. pěší divize obsadí Bayeux a poté postoupí ve směru na Tilly-sur-Seulles. Postupně jí zde měla na čele útoku nahradit 7. obrněná divize, která měla zahájit postup k hoře Mont Pinçon, nejvyššímu přírodnímu vrcholu v celé oblasti. Dne 9. června upravil Montgomery vzhledem k nepříznivé situaci plány - Caen mělo být obklíčeno širokým obchvatem. Na východě měla 51. pěší divize ze sestavy I. sboru projít předmostím na východ od řeky Orne a zaútočit na jih ve směru na Cagny. Na západě měla 7. obrněná divize překročit řeku Odon, obsadit Évrecy a přilehlou kótu 112. V ideálním případě poté měly jednotky vyrazit dále ve svém směru a za podpory 1. výsadkové divize (operace Wild Oats) dokončit uzavření kruhu kolem Caen.
Avšak výsadková operace byla nejprve odkládána a nakonec zrušena, ostatně postup sil na zemi se zadrhl. Jednotky XXX. sboru narazily na rozhodný odpor Tankové instrukční divize a částí 12. tankové divize u Tilly-sur-Seulles. Němci zde dokonale využili terénu a dokázali výrazně zbrzdit spojenecký postup. Britská 51. pěší divize se výrazně zdržela a do boje vyrazila až 12. června. Navíc příslušníci 21. tankové divize kladli tuhý odpor a spojenecký postup dokázali zastavit. 8. kanadská pěší brigáda ze sestavy 3. kanadské pěší divize postupovala v oblasti na západ od Caen. 10. června stály její prapory severně od trati Caen-Bayeux v oblasti Putot-en-Bessin, s jednou rotou v předsunutém postavení na jih od dráhy ve vesnici Norrey-en-Bessin. 11. června zaútočila brigáda na jih a východ směrem k řece Mue. Na západním směru se podařilo obsadit Rots, avšak útok na jih skončil porážkou v bitvě u Le Mesnil-Patry, kde prapor Královnina vlastního kanadského střeleckého pluku, podporovaný tanky 6. kanadského obrněného pluku, narazil na tanky 12. tankového pluku SS, které uštědřily Kanaďanům tvrdou lekci a donutily je k ústupu. Do konce měsíce již kanadská divize nepodnikla žádnou větší akci.

#### Villers-Bocage

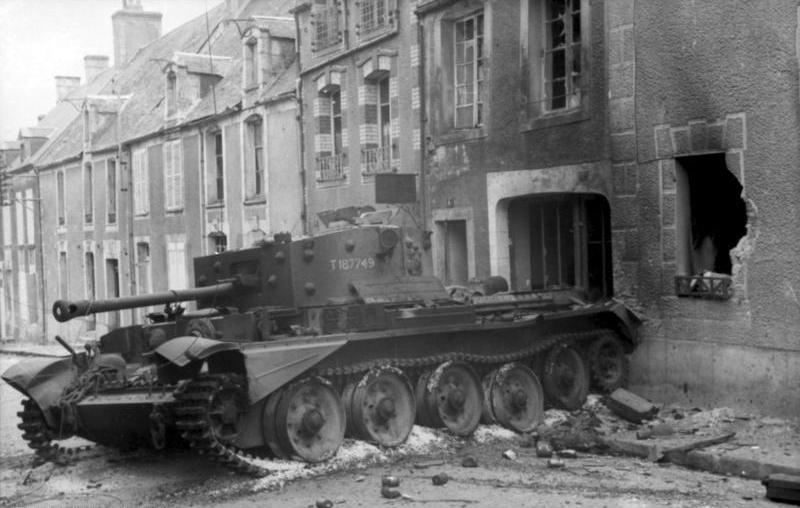
Zničený tank Cromwell ve Villers-Bocage

Britskému XXX. sboru hrál do karet americký postup na jeho pravém křídle. Ten donutil Němce k ústupu, čímž se otevřela zhruba deset kilometrů široká mezera v jejich postavení. Velitel 2. armády generál Dempsey toho chtěl využít a nařídil 7. obrněné divizi, aby vyslala zesílenou brigádu směrem na Villers-Bocage s výhledem na další rozšíření průlomu. Obrněná brigáda ovšem narazila na německé tanky těžkého tankového oddílu SS 101 a v boji o Villers-Bocage utrpěla porážku. Následně sice s vypětím sil odrazila u Amayé-sur-Seulles německý protiútok, ale situace byla vyhodnocena jako nadále neudržitelná a 7. obrněná divize se v noci na 15. června stáhla zpět a měla být posílena 33. obrněnou brigádou, která se zrovna vyloďovala. Poté měl být útok obnoven. Jenže 19. června zasáhla vyloďovací zařízení silná bouře, která způsobila velké škody. Jedním z důsledků nepříznivého počasí bylo i zrušení plánů na pokračování operace Perch.

### Operace Epsom

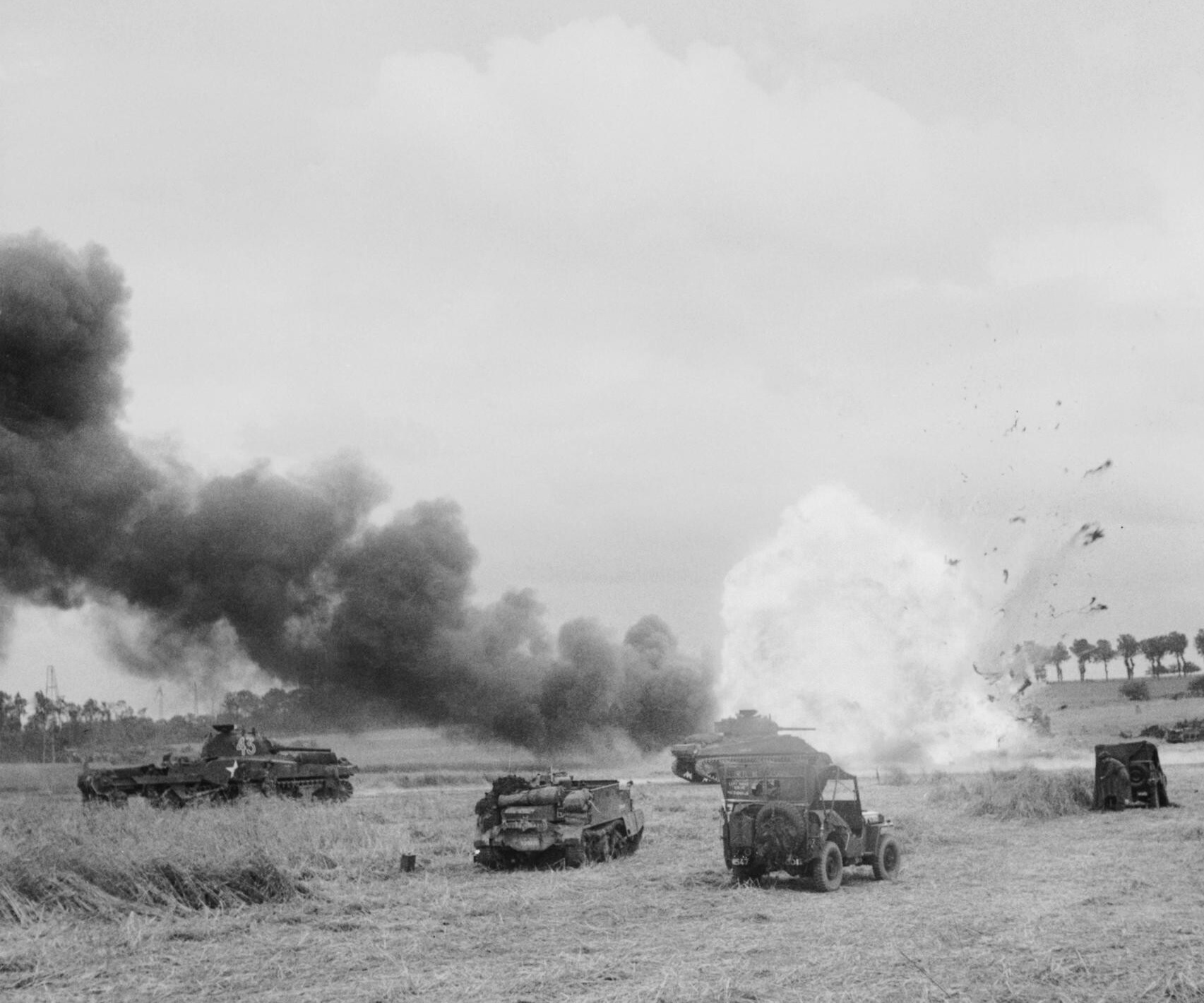
Exploze dopravce s municí

Britští ženisté v Caen

Po řadě menších operací byl 26. června spuštěn nový útok na Caen - operace Epsom. Po dělostřelecké přípravě vyrazily jednotky 15. skotské pěší divize podporované tanky z 31. tankové brigády směrem k řece Odon. Po tvrdých bojích nakonec Britové řeky dosáhli. Ve snaze tohoto úspěchu využít, překročily spojenecké jednotky řeku a snažily se dobýt strategické výběžky na druhém břehu. Silné německé protiútoky však nakonec donutily Brity se 30. června stáhnout zpět za řeku.

### Operace Charnwood
Operace Charnwood začala po relativně neúspěšné operaci Epsom a další menší operaci Windsor. Po těžkém bombardování Caen v noci ze 7. na 8. července vyrazily do útoku jednotky I. sboru britské 2. armády. Jejich cílem bylo dobytí města a vyvinutí tlaku na Němce, aby nemohli poslat posily do relativně málo bráněného amerického sektoru dál na západ.
Operace skončila částečným úspěchem, Neboť druhý den po začátku útoku se Britům konečně povedlo obsadit větší část Caen. 9. července dosáhli řeky Orne a zatlačili 12. tankovou divizi SS Hitlerjugend a 16. polní divizi Luftwaffe dál na jih.

### Operace Goodwood

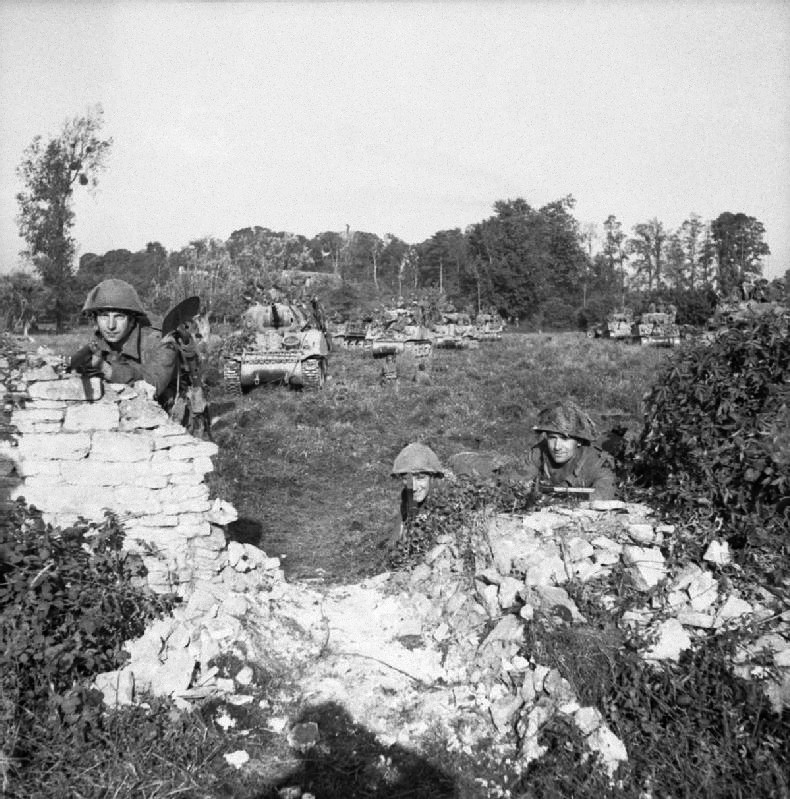
Britská pěchota, 18. červenec.

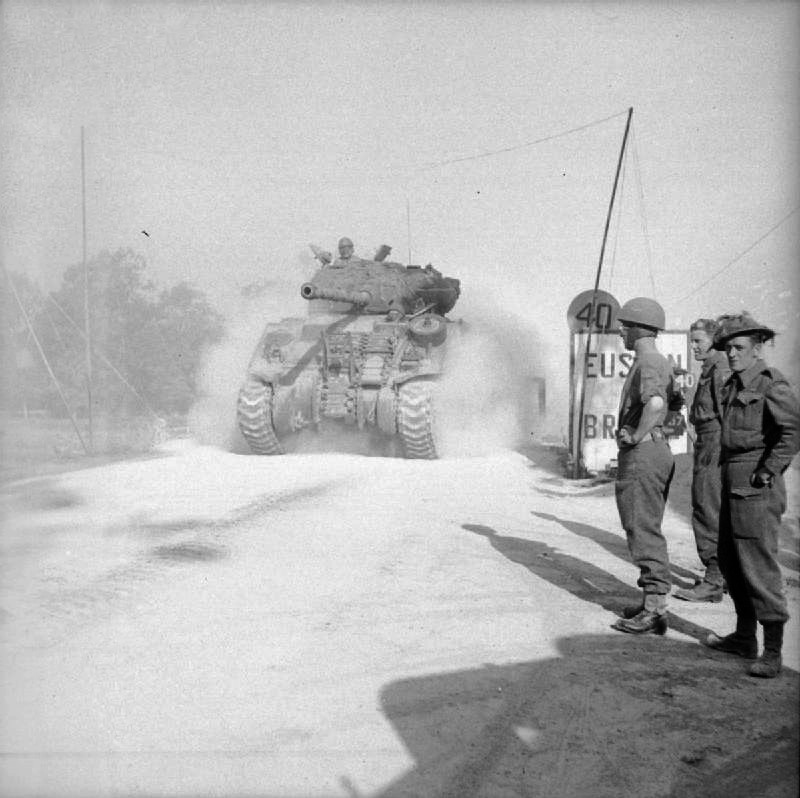
Tank Sherman Firefly během prvního dne operace Goodwood

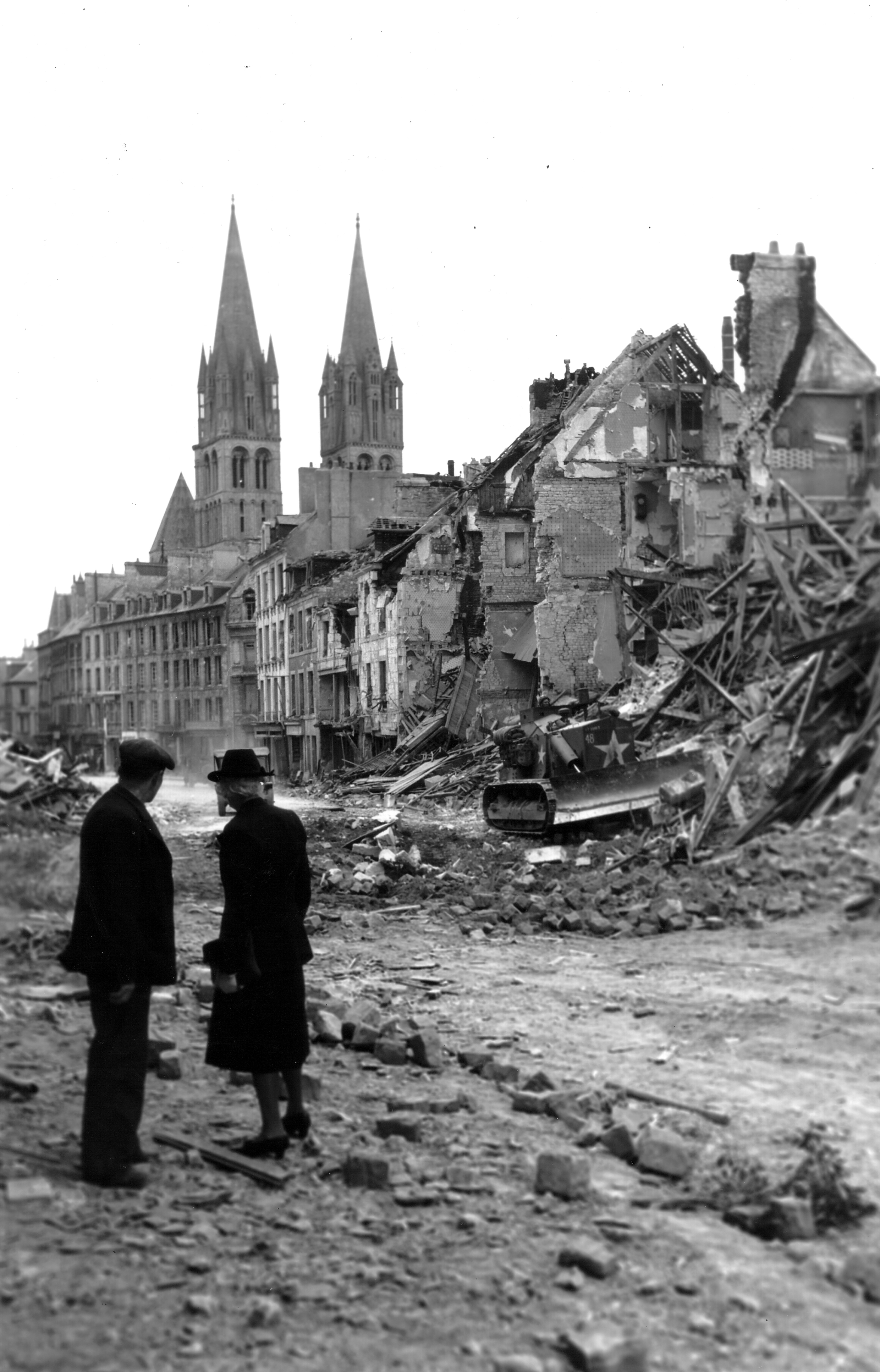
Zničené budovy v Caen

Po operacích Jupiter, Greenline a Pomegranate se Britům a Kanaďanům povedlo obsadit strategicky důležitou kótu 112. Nyní Montgomery plánoval prolomit německé linie na jih od města. Průlom měla přinést operace Goodwood. Německou obranu měly za masivní podpory letectva prolomit jednotky kanadské 2. a 3. pěší divize. Do jimi vytvořeného průlomu se měly vrhnout tanky britské 7., 11. a Gardové tankové divize. Proti nim stály (od východu k západu) značně vyčerpané jednotky 16. polní divize Luftwaffe, 21. pancéřové divize, 272. pěší divize a části (zbytek stál v záloze) pancéřových divizí SS Leibstandarte a Hitlerjugend (1. a 12.).
Útok začal 18. července v 5:00 masivním náletem 2 100 britských a amerických letadel. Tuny výbušnin na některých místech úplně změnily ráz krajiny, ve směru hlavního úderu byla část německých opevnění smetená i s posádkou. V 9:00 vyrazilo do útoku 5 Montgomeryho divizí.
Masa britských tanků se vrhla na poničené pozice 272. a 16. divize. Palba britských děl ničila jedno německé postavení za druhým a německá pěchota ustoupila do pozic 21. a 1.SS pancéřové divize. Zde se Montgomeryho postup zastavil. Palba německých 75mm a 88mm děl a tanků Tiger a Panther způsobila postupujícím spojencům těžké ztráty. Na některých vedlejších úsecích musela postupující kanadská pěchota dokonce čelit protiútokům jednotlivých pěších rot. Britské tanky, které prorazily, narazily na silnici Caen-Frénouville na tanky a zakopanou pěchotu 12.panzer division SS Hitlerjugend.
Útok se zastavil. Němci spořádaně ustoupili na novou obrannou linii na pahorcích jižně od Caen a hlavního cíle ofenzívy: proražení do vnitrozemí dosaženo nebylo.
Britové zaplatili neúspěch ztrátou asi 400 tanků a 5 500 padlých, zajatých a těžce raněných vojáků.
Asi jedinými většími úspěchy operace bylo zranění polního maršála Rommela při náletu bitevního letounu na jeho automobil a vytlačení posledních Němců (kteří ztratili 100 tanků) z jižního okraje Caen.

### Závěrečná fáze bojů
Po operaci Goodwood bitva o Caen de facto skončila. Stále však bylo potřeba porazit Němce, již se drželi na jih od města. Boje trvaly až do začátku srpna, kdy se nakonec Spojencům podařilo prolomit německé linie. V bojích o Caen padlo celkem více než 101 000 mužů. Bitva o město byla jedna z nejtvrdších a nejdelších bitev spojenců na západní frontě. Samotné Caen bylo z více než poloviny zničeno. Vázání německých tankových divizí však nakonec přispělo k šťastnému průlomu z Normandie v americkém sektoru. Cesta do Francie a na Paříž byla otevřena.